# Corny, Eure

Corny este o comună în departamentul Eure, Franța. În 1 ianuarie 2018 avea o populație de 385 de locuitori.